# Cynodontium trifarium
Cynodontium trifarium là một loài rêu trong họ Dicranaceae. Loài này được Hedw. Brid. mô tả khoa học đầu tiên năm 1806.